# Росс Мак-Доналд (яхтсмен)
Росс Мак-Доналд (англ. Ross MacDonald, 27 січня 1965) — канадський яхтсмен.
Срібний призер Олімпійських Ігор 2004 року в класі Зоряний, бронзовий призер 1992 року в класі Зоряний, учасник 1988 року.